# Вагайське сільське поселення
Вага́йське сільське поселення (рос. Вагайское сельское поселение) — муніципальне утворення у складі Омутинського району Тюменської області, Росія.
Адміністративний центр — село Вагай.

## Історія
До 2004 року селище Роз'їзд № 29 перебувало у складі Южно-Плетньовської сільради. Село Казарма 10 км було ліквідовано у 2022 році.

## Населення
Населення — 3485 осіб (2020; 3623 у 2018, 3895 у 2010, 4151 у 2002).

## Склад
До складу поселення входять такі населені пункти:
| Населений пункт            | Населення, осіб (2002) | Населення, осіб (2010) |
| -------------------------- | ---------------------- | ---------------------- |
| Большекрутинська, присілок | 244                    | 259                    |
| Вагай, село                | 2921                   | 2671                   |
| Вагайська, присілок        | 284                    | 310                    |
| Зимов'є-Вагай, село        | 159                    | 153                    |
| Казарма 10 км, село        | 11                     | 6                      |
| Крутинська, присілок       | 267                    | 253                    |
| Мала Крута, присілок       | 186                    | 210                    |
| Роз'їзд №29, селище        | 59                     | 22                     |
| Садовий, селище            | 20                     | 11                     |